# 特卡赫河
特卡赫河是俄羅斯的河流，屬於亞納河的右支流，由薩哈共和國負責管轄，河道全長241公里，流域面積約5,010平方公里，河水主要來自融雪和雨水。